# Glasgow Royal Infirmary
Die Glasgow Royal Infirmary (GRI), nicht zu verwechseln mit der 1874 eröffneten und 2016 geschlossenen Western Infirmary, ist ein 1794 eröffnetes Lehrkrankenhaus in Glasgow, Schottland. Der heutige Gebäudekomplex mit ca. 1000 Betten erstreckt sich über rund 8 Hektar am nordöstlichen Stadtzentrum. Das Haus wird vom National Health Service Greater Glasgow and Clyde (NHS) verwaltet. 2019 meldeten Statista Inc und Newsweek, dass die GRI zu den 100 besten Krankenhäusern der Welt zählt. In der Bewertung 2021 wurde die GRI als bestes Krankenhaus in Schottland genannt.
Joseph Lister verwendete hier 1865 erstmalig seine antiseptische Operationsmethode am Patienten James Greenlees. William Macewen operierte hier 1879 erstmals erfolgreich Abszesse im Gehirn. Im März 1886 richtete John Macintyre hier die erste Radiologieabteilung der Welt ein. Die Krankenschwester Rebecca Strong trieb die Ausbildung von Krankenschwestern voran und leistete damit Pionierarbeit für die Gleichberechtigung der Frauen.

## Baugeschichte

### Vorbereitung und erster Bau

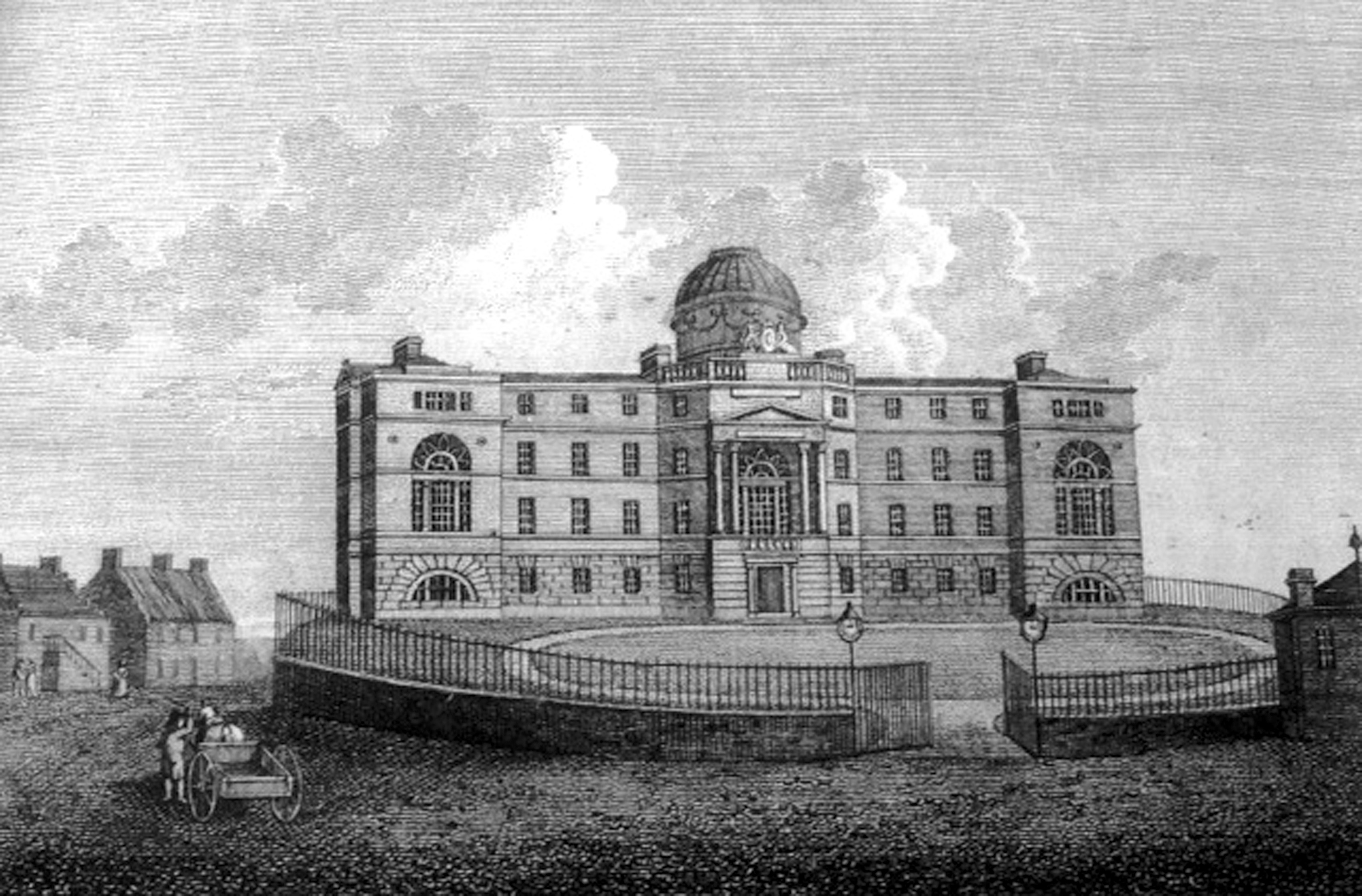
Die Royal Infirmary, ca. 1812

Die wachsende Bevölkerung Glasgows Ende des 18. Jahrhunderts machte die Gründung eines Krankenhauses immer dringender. Zwar gab es das 1733 gegründete Town’s Hospital am Ufer des Clyde, aber insbesondere die Universität wünschte ein modernes Krankenhaus in der Nähe der damaligen Universitätsgebäude.
Am 5. Juni 1787 trafen sich einflussreiche Männer Glasgows zur Diskussion eines Krankenhauses. Für diese Männer war klar, dass das Wachstum der Stadt in der beginnenden industriellen Revolution eine medizinische Versorgung der arbeitenden Bevölkerung benötigen würde. Es wurde ein Komitee gegründet, welches Unterschriften sammeln, und sich um ein angemessenes Grundstück bemühen sollte. An der Finanzierung beteiligte sich auch die Universität. 1788 wurde das Gelände der in Trümmern liegenden, aus dem 13. Jahrhundert stammenden, erzbischöflichen Burg, dem Bishop’s Castle, als idealer Standort eines zukünftigen Krankenhauses bestimmt. Das Gelände lag nahe der St Mungo’s Cathedral und auch nahe der damaligen Universität, mit der von Anfang an eine enge Beziehung geplant war. Allerdings handelte es sich um Eigentum der Krone. Fortan konzentrierte das Komitee sich auf die Aufgabe, den Erhalt einer Royal Charter, die das Kronland an die Stadt Glasgow überschrieb. Die Charter wurde 1791 erlangt.
Nach dem Tod des ursprünglich ausgewählten Architekten, William Blackburn, und der Weigerung von dessen Assistenten, das Projekt zu übernehmen, konnte man Robert Adam für die Planung und den Bau eines dreistöckigen Gebäudes mit ca. 200 Betten gewinnen. Im November 1791 beauftragt, entwarf Adam ein neoklassizistisches, ambitioniertes Gebäude, dem auch der städtische Stolz Glasgows anzusehen war. Wie der Auftrag zum Bau der Royal Infirmary of Edinburgh, in den 1730ern an seinen Vater, William Adam, sollte Robert Adam einen Bau erweiterungsfähig anzulegen. Am 18. Mai 1792 wurde der Grundstein der Infirmary gelegt. Noch vor der Grundsteinlegung verstarb Robert im März 1792 und sein Bruder James übernahm die Aufsicht über die Bauarbeiten. Am 8. Dezember 1794 öffnete das Krankenhaus seine Pforten für Patienten. James Adam, der den Bau beaufsichtigt hatte, erlebte die Eröffnung nicht mehr, denn er verstarb im März 1794, so wie sein Vater vor der Eröffnung der Infirmary in Edinburgh.
Nach der Eröffnung zeigte sich, dass der Bau noch lange nicht fertiggestellt war. Einzelne Abteilungen konnten nicht bezogen werden und so dauerte es bis 1796, bis auch die letzte Bauphase der Pläne Adams abgeschlossen war. Das Scots Magazine beschrieb das Ergebnis 1809 als glanzvoll und großartig und sprach der Gebäudefront sogar eine Ähnlichkeit mit dem Hôtel des Invalides in Paris zu. Das einzige ähnlich prachtvoll ausgestattete Gebäude in Großbritannien wurde das 1815 durch den Architekten James Gillespie Graham errichtete Dr Gray’s Hospital in Elgin. Das Gebäude der GRI war nach den damals neueren wissenschaftlichen Erkenntnissen ausgestattet und verfügte über einen runden, ca. zwölf Meter durchmessenden und zehn Meter hohen Operationssaal unter der Kuppel, mit Plätzen für bis zu 200 Zuschauer.

### Frühe Jahre
Anfangs wurden maximal 15 Patienten zugelassen. Die Zahl steigerte sich schnell auf 226 Betten. In den ersten zehn oder zwölf Jahren wurden die Leistungen der Ärzte aus der Kasse der Sponsoren geleistet. Kranke zahlten nichts. Ab 1807 wurde eine kleine Aufwandsentschädigung der Kranken erhoben. Allerdings mussten Patienten, abgesehen von Notfällen, der arbeitenden Bevölkerung Glasgows angehören und durch einen Sponsor des Krankenhauses empfohlen werden. Ab 1810 stieg das Jahreseinkommen der Ärzte auf £ 50 und £ 20 für Chirurgen. So blieben die Zahlungen bis 1831, als die Gehälter der Ärzte angehoben wurden. Chirurgen blieben auf ihrem vorigen Gehalt. Die Fakultät ermächtigte Robert Cleghorn und Thomas Charles Hope in der Infirmary zu lehren. John Burns wurde einer der ersten lehrenden Chirurgen an der Royal Infirmary.
1814/15 wurde die erste Erweiterung angebaut. Ein Flügel mit einem Speiseraum für die Mitarbeiter, Unterkünfte für weibliche Mitarbeiter und ca. 80 weitere Krankenbetten wurden ergänzt. 1828–29 wurde ein separates Gebäude hinter dem Hauptgebäude als Fieberhospital errichtet. Fieberepidemien hatten schon länger den Bedarf für ein solches Gebäude angezeigt und Zelte wurden bei Bedarf errichtet. Das ursprünglich für 200 Betten vorgesehene Gebäude musste unter Kostendruck auf 120 beschränkt werden und Zelte waren weiterhin das Mittel der Wahl, wenn erneut eine Epidemie die Stadt traf. Bis 1842 war das Fieberhospital mit dem Hauptgebäude durch eine Erweiterung verbunden worden.
1859 begann die dritte größere Erweiterung der GRI mit dem Bau einer chirurgischen Abteilung. Architekt wurde William Clarke. Wie zuvor wurde der Operationssaal im oberen Stockwerk, diesmal in Hufeisenform und mit Sitzplätzen für 214 Zuschauer in aufsteigenden Rängen errichtet. Eine Besonderheit war die Heizung. Während überwiegend noch mit offenem Feuer geheizt wurde, deren Abluft über Kamine abgeleitet wurden, wurde ein Teil mit einem experimentellen System ausgestattet, bei dem die Außenluft getrennt von der Verbrennungsluft geheizt, und dann in die Räume geleitet wurde. Eine weitere Neuheit waren Aufenthaltsräume für Patienten, die nicht an ihre Betten gebunden waren. Diese Aufenthaltsräume wurden ergänzt durch Gärten, die nördlich des Gebäudes zur Erholung der Patienten angelegt wurden.
Ein Heim für Krankenpfleger wurde 1887/88 ergänzt, um bessere Pfleger für die Patienten anzuziehen. Die Räumlichkeiten waren deutlich angenehmer als die bisherigen Unterkünfte. Der beheizte Verbindungsgang zum Hauptgebäude war mit Glas überdacht und diente auch als Aufenthaltsraum für Patienten. Die 85 Schlafräume waren warmwasserbeheizt und hinter dem Gebäude wurde sogar ein Tennisplatz für die Mitarbeiter angelegt.

### Neubau
Zum Zeitpunkt der Eröffnung des GRI lag die Bevölkerung Glasgows bei 66.000. Hundert Jahre später war die Bevölkerung auf ca. 750.000 angewachsen. Die Baugeschichte reflektiert dieses Wachstum zum Teil. Die Verwaltung war professionalisiert worden. Seit 1838 leitete ein Superintendent die Geschäfte des Hospitals und entlastete damit die Ärzte von dieser Aufgabe. 1857 wurden erste Impfungen angeboten. Listers antiseptische Operationsmethode erregte internationale Aufmerksamkeit. Und die GRI wurde zu einem nationalen Zentrum der Spitzenmedizin. Längst entsprachen die Räumlichkeiten nicht mehr den gewachsenen Anforderungen.

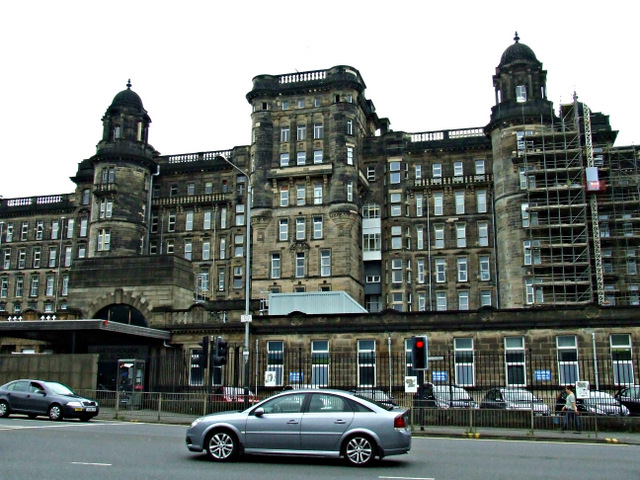
Hauptgebäude der Royal Infirmary 2013

So begann im ausgehenden 19. Jahrhundert die Diskussion, wie die Gebäude erneuert werden sollten. Eine Variante war die Errichtung an einem anderen Ort, wie 1870 in Edinburgh geschehen.  Alternativ konnte man die bestehenden Gebäude am bisherigen Ort abbrechen und neue errichten. Das Thronjubiläum von Königin Victoria nahm der Lord Provost of Glasgow, David Richmond, zum Anlass, eine Kampagne für den Neubau der Infirmary zu starten, im Andenken an das Thronjubiläum. Man entschied sich für die Beibehaltung des Geländes. In den folgenden 17 Jahren wurden neue Gebäude für die Infirmary nach Plänen von James Miller (1860–1947) errichtet. Das erste Gebäude wurde 1909 die Chirurgie im Nordflügel des Neubaus. 1911 folgte die Pathologie. Das von Adam entworfene Hauptgebäude wurde 1907 abgebrochen und in den folgenden sieben Jahren ein Neubau errichtet, der 1914 von Georg V. eröffnet wurde.
In den 1920ern wurden die ursprünglich erhalten gebliebenen Gebäude abgerissen, in denen Lister seine Operationen durchgeführt hatte.
Ein seit 1804 bestehendes Blindenheim wurde 1934 durch die GRI erworben und für ambulante Patienten in die Organisation der Klinik eingebunden. 1989 wurde das Gebäude abgebrochen. Nur ein Uhrenturm unter Denkmalschutz verblieb.

### National Health Service
Der National Health Service übernahm 1948 das Krankenhaus. Eine zweite Erneuerung wurde ab 1974 geplant und ab 1982 umgesetzt. 1986 wurde das HRH-Queen-Elizabeth-Building eröffnet. 2001 und 02 wurden die nächsten Erweiterungen eröffnet. Das alte Lister-Gebäude wurde 2018 abgebrochen und erneuert.

## Royal Infirmary und die University of Glasgow
Lange vor der Gründung der Royal Infirmary wurde an der Universität Medizin gelehrt. Als die Royal Infirmary eröffnet wurde, war die Universität ein treibender Faktor. Das Haus wurde das Lehrkrankenhaus der Universität. Als 1874 die Western Infirmary eröffnet wurde, änderte die Universität ihre Politik und machte die Western zu ihrem Stammkrankenhaus. Die Western Infirmary lag unmittelbar neben dem Universitätskampus am Gilmorehill. Viele medizinische Mitarbeiter wechselten daher auch an die Western Infirmary.
In einem Versuch, den Verlust wett zu machen wurde an der Royal Infirmary 1876 im damals neu errichteten St. Mungos Gebäude ein eigenes College gegründet und ebenfalls Medizin gelehrt. 1911 wurde, finanziert durch eine Spende von Henry Muirhead (1814–1890), der Muirhead Chair of Medicine am St. Mungos College gegründet. Und ab 1948 wurde dieses Department of Medicine ebenfalls im St. Mungos Gebäude untergebracht.
Traditionell waren also an der Western und der Royal Infirmary unterschiedliche Kurse gelehrt worden. In den 1980ern entwickelten die beiden Institutionen ein gemeinsames Ausbildungsprogramm. 1996 wurde ein vollständig neues Curriculum für Medizin eingeführt. Das Ergebnis war eine radikale Reduktion der Vorlesungen. Stattdessen wurden nach dem Vorbild der McMaster University in Kanada und der Universität Maastricht in den Niederlanden Kleingruppen eingeführt, die Fall- und Erfahrungs-basiert lernen. Mit der Schließung der Western Infirmary, 2016, wurde die Royal erneut das primäre Lehrkrankenhaus der Universität.

### Über die GRI
- Moses Steven Buchanan, History of the Glasgow Royal Infirmary, from its commencement in 1787, to the present time, with an appendix containing the Charter and Laws of the Institution, the tables of diet, etc.
- Jacqueline Jenkinson, Michael Moss & Iain Russell; The Royal: the history of Glasgow Royal Infirmary, 1794–1994